# 神原智己
神原 智己（かんばら さとみ、1967年9月11日 - ）は、フリーアナウンサー、占い師。元札幌テレビ放送アナウンサー。北海道札幌市西区出身。北海道札幌北高等学校、明治大学商学部商学科卒。

## 略歴
1991年4月、札幌テレビ放送にアナウンサーとして入社。『オハヨー!ほっかいどう』アシスタント、『喜瀬ひろしのときめきワイド』などを経験。
北海道の深夜放送の代表格でもある『アタックヤング』を落合美穂から引き継ぎ1995年4月から1997年9月まで2年半、歯に衣着せないトークで、水曜アタヤンを担当する。1997年10月からは谷口祐子とルージュの達人を担当し、設立されたSLC（STVラジオレディースクラブ）の会員番号No.2となる（No.1は谷口祐子）。1998年に同社を退社し、東京でフリーアナウンサーとして活躍している。出産のため、2009年1月から同年3月まで担当番組を降板していた。

## 現在出演中の番組

### ラジオ
- Blue Ocean（TOKYO FM、ショッピングキャスター）
- 魅惑のイージーリスニング
- センスアップドライブメモ→GO GO！クルマガジン→くるまなび→くるまのことラジオ
- 転ばぬ先のお役立ち情報

## 過去の担当番組

### STV時代
- オハヨー!ほっかいどう
- 艶いろ通信マニキュアクラブ
- ルージュの達人
- 喜瀬ひろしのときめきワイド
  - 千秋・神原の1時のこんな話
  - ふれあいの2時
- ホットラインpart2

### フリー転身後
- 『朝いち　すっぴんステーション』（ラジオ日本）
- 『スポーツ鑑定団』（TOKYO FM）
- シネマクリニック（22:55、～2007年9月。）（TOKYO FM）
- 『吉田たかよし プラス!』（文化放送）アシスタント（番組内では「情報クリッカー」と呼称）（2006年4月3日～2007年3月30日）
- LIVE IN TOKYO（TOKYO FM）（～2008年9月）
- TOKYO FM SPORTS（TOKYO FM）（～2008年9月）
- スポーツトピックス （ラジオ日本）日曜16:30　当日の定時ニュース・天気予報も担当（2008年12月28日まで）
- 石川名物!GOGOは本多町3丁目内　4時です!エンタメ情報　金曜担当（東京のスタジオから出演）（北陸放送）
- サタデーEプレイス （FM世田谷　土曜8:00 - 12:30　2008年4月 - 2010年3月）
- はまだけんぢの「日本一明るい借金相談室」 （ラジオ日本）アシスタント（2010年1月9日 - 2010年6月26日）
- Setagaya Goes On ～土曜はおでかけ～　（FM世田谷 土曜8:00 - 12:30　- 2013年3月）
- アーティストBOX（ - 2022年9月）

## 関連事項
- 巻山晃
- 喜瀬ひろし
- 千秋幸雄
- 吉田たかよし